# Mount Behling
Mount Behling ist ein 2190 m hoher Berg mit vereistem und abgeflachtem Gipfel in der antarktischen Ross Dependency. Im Königin-Maud-Gebirge ragt er 8 km nördlich des Mount Ellsworth zwischen dem Steagall-Gletscher und dem Whitney-Gletscher auf.
Vermessungen am Boden und die Erstellung von Luftaufnahmen des Berges wurden bei der ersten Antarktisexpedition (1928–1930) des US-amerikanischen Polarforschers Richard Evelyn Byrd vorgenommen. Das Advisory Committee on Antarctic Names benannte ihn 1967 nach Robert Edward Behling (1941–2023), Glaziologe des United States Antarctic Research Program bei der Querung des Königin-Maud-Lands vom geographischen Südpol aus zwischen 1965 und 1966.